# 井内将太郎
井内 将太郎（いうち まさたろう、1984年12月16日 - ）は、広島県出身のMFJ全日本トライアル選手権の元国際A級スーパークラスライダー、現ボートレーサー。登録第4600号。106期。
広島県立安西高等学校卒業。

## 人物・エピソード
- 12歳で地方選手権、国内B級クラスでデビュー。
- 同年代の選手で既に国際A級（当時の最高峰クラス）や国際B級で活躍する選手も少なくなかったが、身長が当時130cmと中学生としては極端に小柄で、体重も少なく最下級クラス（国内B級）でも苦戦を強いられた。
- スーパークラスの最高位は5位とトップクラスとはやや離れていた物の、地元でもない全日本中部大会のポスターに単独で掲載されるなど人気は高かった。

## 来歴

### トライアル
- 1997年 国内B級デビュー（Betaテクノ50～125　中国ランキング3位）
- 1998年 国内A級昇格（HRC　RTL250R　中国選手権ランキング3位）
- 1998年 国内A級日本一決定戦グランドチャンピオン第11代チャンピオン
- 1999年 国際B級昇格（HRC　RTL250R　中国選手権チャンピオン・全日本15位1回3位1回）
- 2000年 国際A級昇格（HRC　RTL250R）
- 2001年
  - 国際A級（MONTESA　COTA315R）
  - 茂木世界選手権デビュー
- 2002年 国際A級（GASGAS　TXT-PRO）
- 2003年
  - 国際A級（GASGAS　TXT-PRO）
  - 全日本中国大会で初優勝
- 2004年 国際A級（RTL250R　チームぱわあくらふと）
- 2005年 国際A級スーパークラス（RTL250　4RT）
- 2006年 国際A級スーパークラス（GASGAS　TXT-PRO）
- 2007年
  - 国際A級スーパークラス（BETA　REV3）
  - 全日本総合5位（最高位）
- 2008年
  - 国際A級スーパークラス（BETA　REV3）　
  - 茂木世界選手権　2日連続ポイント獲得

### ボートレース
- 2008年 同年より始まった、やまと競艇学校（現・ボートレーサー養成所）の特別枠により受験資格を獲得し受験、合格
- 2009年 やまと競艇学校に106期生として入学
- 2010年 やまと競艇学校を卒業
- 2010年3月20日、選手登録。
- 2010年5月19日からボートレース宮島で開催された 一般戦「モバイルモンタ2周年記念」初日第1Rでデビュー[1]。（6着）
- 2010年8月12日からボートレース宮島で開催された 一般戦「第40回スポーツニッポン杯」6日目（最終日）第1Rでデビュー27走目にして初1着[2]。
- 2011年5月19日からボートレース鳴門で開催された 一般戦「東日本大震災被災地支援 なるちゃんカップ」3日目第12Rで初の準優勝戦に進出[3]。（6着）
- 2012年8月07日からボートレース宮島で開催された 一般戦「第42回スポーツニッポン杯」6日目（最終日）第12Rで初の優勝戦に進出[4]。（6着）
- 2014年1月 A2に昇格
- 2014年12月8日からボートレース唐津で開催された 一般戦「富士通フロンテック杯」で初優勝を飾る[5]。（5コース進入・決まり手：まくり差し）
- 2016年11月16日からボートレース鳴門で開催された 一般戦「エディウィン鳴門開設5周年記念」で通算2回目の優勝を飾る[6]。（2コース進入・決まり手：まくり）
- 2020年2月14日からボートレース児島で開催された 一般戦「デイリースポーツ杯」で通算3回目の優勝を飾る[7]。（3コース進入・決まり手：まくり）

## 戦績

### ボートレース
- 出走回数：2310回
- 1着回数：373回
- 優出回数：24回
- フライング(F)回数：13回
- 出遅れ(L)回数：0回
- 通算勝率：5.19
- 2連対率：32.99
- 3連対率：50.78
- 生涯獲得賞金：155,895,466円